# Pjotr Struve
Pjotr Berngardovitj Struve (ryska: Пётр Бернгардович Струве), född 7 februari (gamla stilen: 26 januari) 1870 i Perm, död 22 februari 1944 i Paris, var en rysk ekonom och publicist. Han var sonson till Friedrich Georg Wilhelm von Struve, brorson till Otto Wilhelm von Struve och far till Gleb Struve.

## Biografi
Struve studerade juridik vid universitetet i Sankt Petersburg och skrev det i Karl Marx anda hållna ekonomiska arbetet Krititjeskije zamjetki k voprosu ob ekonomitjeskom razvitii Rossii (1894). I tidskrifter publicerade han många socialekonomiska studier i in- och utländska frågor, däribland Avstrijskoje krestianstvo i ego bytopisatel och Njemtsy v Avstrii i krestianstvo (i "Vjestnik Jevropy") och Osnovnyja ponjatija polititjeskoj ekonomii (i "Mir bozjij"). År 1897 övertog han redaktörskapet för "Novoje Slovo" och 1899 av "Natjalo". I "Archiv für soziale Gesetzgebung" publicerade han 1899 Die Marxische Theorie der sozialen Entwickelung.
Hans samlade studier Na raznyje temy utgavs 1902. Samma år emigrerade han till utlandet, uppsatte i Stuttgart och Paris tidskriften "Osvobozjdenie" och spelade en viktig roll vid organiserandet av föreningen Sojuz osvobozjdenija. Efter 1905 års amnesti återvände han till Sankt Petersburg, där han medverkade vid bildandet av Kadettpartiet, redigerade veckotidskriften "Poljarnaja zvjezda" och efter 1907 den ansedda tidskriften "Russkaja mysl" i Moskva. Han deltog i dumaledamöternas Viborgkonferenser och invaldes i den andra duman (december 1906 - februari 1907). Efter oktoberrevolutionen 1917 var han en tid bosatt i Prag och verksam vid den ryska juridiska fakulteten där. Han flyttade 1925 till Paris, där han utgav tidningen "Vozrozjdenie".
Struve tillägnades 1925 i Prag en ekonomisk-juridisk-historisk festskrift ("Sbornik statei, posviasjtjennych P.B. Struve").